# Tubificoides nerthoides
Tubificoides nerthoides är en ringmaskart som först beskrevs av Brinkhurst 1965.  Tubificoides nerthoides ingår i släktet Tubificoides och familjen glattmaskar. Inga underarter finns listade i Catalogue of Life.